# Templo de Casper
El Templo de Casper, Wyoming, es uno de los templos construidos y operados por la Iglesia de Jesucristo de los Santos de los Últimos Días, el número 201 construido por la iglesia y el segudno templo SUD construido en el Wyoming, ubicado en la ciudad de Casper. 
El templo está ubicado a un costado de la carretera 258, en un sector al sudoeste de la ciudad y de reciente desarrollo urbano. Casper, la segunda ciudad más grande del estado, ubicado en el condado de Natrona en el centro del estado, se encuentra a orillas del río San Lorenzo. Antes de la construcción del templo al oeste de Wyoming, los fieles de la región viajaban al templo de Fort Collins y el templo de Denver.

## Historia
El templo de Casper se ubica un lugar por donde unos 60.000 pioneros mormones y otros viajeros cruzaron el río Platte del Norte en transbordadores. La mayoría de los fieles cruzaron las llanuras hacia el territorio de Utah sin incidentes graves. Algunos de ellos pertenecían a las compañías de carros de mano Willie y Martin, que quedaron atrapadas por una tormenta de nieve temprana y devastadora en 1856. Un acontecimiento significativo para la historia de la iglesia fue el rescate a nivel del río Sweetwater en 1856, en el que cuatro jóvenes llevaron a pioneros desesperados a través de las aguas heladas. La historia de estos jóvenes se ha convertido en un hito de heroísmo entre la juventud de la iglesia. Uno de esos jóvenes fue David Patten Kimball, de 17 años de edad para el rescate en las afueras de Casper y bisabuelo de Quentin L. Cook, miembro del Quórum de los Doce Apóstoles que dedicaría el templo de Casper. El más joven del grupo que socorrieron a través del río fue George W. Grant de 16 años de edad. Los otros dos contaban con 20 y 24 años de edad. Es posible que otros participaron en el rescate a través de las aguas heladas del río como parte del grupo de más 18 personas enviadas con ese fin por Brigham Young, pero en el folclore mormón solo se cuentan los tres más jóvenes.
La primera rama de la Iglesia en Casper se organizó en diciembre de 1920, donde los fieles se reunían en casas y edificios alquilados. La primera capilla se construyó casi 20 anos después en 1939. La segunda capilla fue construida en 1955 mientras que las primeras dos estacas de la ciudad fueron organizadas por la iglesia en 1962.
El distrito del templo se extiende desde partes de Dakota del Sur y Nebraska hasta el centro de Wyoming y el territorio de la Nación Lakota, todos lugares que desempeñaron un papel en la colonización histórica del oeste de Estados Unidos.

## Construcción
Los planes para la construcción del templo de Casper fueron anunciados por Russell M. Nelson durante la conferencia general de la iglesia el 4 de abril de 2021. Fue un año después que la iglesia cerrara todos sus templos en respuesta de la Pandemia de COVID-19. El templo fue anunciado al mismo tiempo que otros 19 templos, 20 en total, el mayor número de templos anunciados de una vez por la iglesia. Incluidos en la lista el templo de Cali en Colombia, el templo de Torreón y el templo de Querétaro en México. Previo a ello el mayor número de templos anunciados en un día fue 12 en 2018. En 1998 el entonces presidente de la iglesia Gordon B. Hinckley anunció que la iglesia construiría 32 templos pero no se anunciaron los lugares específicos de los nuevos edificios.
El Templo de Casper fue construido mediante el proceso de diseño-fabricación-instalación de manera modular, el primero de ellos fue el Templo de Helena (Montana). Los módulos del templo se construyeron y luego se envolvieron en plástico y se transportaron en camiones a Casper donde los módulos, incluidas las paredes y los pisos, se conectaron entre sí. El revestimiento exterior de piedra, el ensamblaje de la torre y todos los sistemas eléctricos, de plomería, calefacción, refrigeración y ventilación también se realizaron en el lugar, lo que le dio los toques finales a esta casa de culto tan esperada.

## Dedicación
El 9 de octubre de 2021 se llevó a cabo la ceremonia de la primera palada y la dedicación eclesiástica del terreno sobre el que se construiría el templo, la cual fue realizada por líderes SUD locales y unos 200 invitados adicionales que asistieron a la ceremonia de la primera palada. La ceremonia fue transmitida a centros de reuniones en la región.
El templo SUD de Casper fue dedicado para sus actividades eclesiásticas el 24 de noviembre de 2016, por Quentin L. Cook, miembro del Quórum de los Doce Apóstoles de la iglesia SUD. Con anterioridad a ello, del 29 de agosto al 14 de septiembre de ese mismo año, la iglesia permitió un recorrido público de las instalaciones y del interior del templo, a la que asistieron uno 27 mil personas.
El templo de Casper tiene un total de 1.580 metros cuadrados de construcción, contando con un salón para ordenanzas SUD y uno para sellamientos matrimoniales.